# Roland, prince vaillant
Pour plus de détails, voir Fiche technique et Distribution.
Roland, prince vaillant (titre original : Orlando e i Paladini di Francia)  est un film italien réalisé par Pietro Francisci, sorti en Italie en décembre 1956 et en France en décembre 1957.

## Synopsis
La guerre règne entre Charlemagne et Agramante, chef des Sarrazins. Une trêve est décidée entre les deux adversaires afin de trouver un règlement pacifique du conflit. Agramante envoie Angélique, dans le camp des Francs pour semer la discorde parmi les hommes …

## Fiche technique
- Titre original : Orlando e i Paladini di Francia
- Titre français : Roland, prince vaillant
- Réalisation : Pietro Francisci
- Scénario :  Pietro Francisci et Gaio Fratini, d’après le poème de L'Arioste
- Photographie : Mario Bava et Renato Del Frate
- Montage :Gigliola Rosmino et Pietro Francisci
- Musique : Angelo  Francesco Lavagnino
- Distribution en France :Cosmopolis films et les films Marbeuf
- Format : Couleur
- Durée : 95 minutes (1 h 35)
- Année de production : 1956
- Dates de sortie : 
  - Italie : 6 décembre 1956
  - France : 13 décembre 1957

## Distribution
- Rik Battaglia  (V.F : Jean-Claude Michel) : Roland
- Rosanna Schiaffino  (V.F :  Nelly Benedetti) : Angélique
- Fabrizio Mioni  (V.F :  Hubert Noel) : Renaud
- Lorella De Luca (V.F : Gilberte Aubry) : Aude
- Ivo Garrani (V.F : Serge Nadaud) : Charlemagne
- Cesare Fantoni  (V.F : Jacques Eyser) : Agramante
- Vittorio Sanipoli  (V.F : Georges Hubert) : Ganelon
- Clelia Matania  (V.F : Lita Recio) :	Mary la nourrice
- Mimmo Palmara (V.F : Raymond Loyer) : Argalie
- Gianpaolo Rosmino  (V.F : Jacques Berlioz) : l’évêque Turpin
- Franco Cobianchi (V.F : Albert Medina) : Ecuyer de Roland
- Gino Buzzanca  (V.F : Pierre Leproux) : Ferragus le sarrasin
- Augusto Mingione  (V.F : Louis Arbessier) : Mandricar le sarrasin
- Robert Hundar  (V.F : Pierre Gay) : Balicante le sarrasin
- Rossella Como : Dolores
- Furio Meniconi : Omar
- Antonio Amendola : Ali
- Gina Rovere  (V.F : Jacqueline Ferriere) : Fiamma
- Germano Longo  (V.F : Claude Bertrand) : Gauthier le paladin
- Nando Cicero  (V.F : Michel Francois) : Olivier le paladin
- Domenico Arcangeli : Thierry le paladin
- Lina Tomassini : Lisa
- Pietro Tordi  (V.F : Rene Blancard) : Ubaldo un paysan
- Nino Marchetti  (V.F : Lucien Bryonne) : Astolphe
- Lamberto Antinori  (V.F : Jacques Beauchey) : Guillaume le Paladin
- Attilio Severini : Paladin
- Euro Teodori : Augier le Paladin
- Leonardo Porzio : Paladin
- Mario Valente : Paladin
- Alberto Archetti : Paladin
- Anna di Lorenzo : Lena
- Gianni Luda